# Jefim Fištejn
Jefim Fištejn (* 23. prosince 1946 Kyjev) je český publicista, esejista a scenárista, známý pro své dlouholeté redakční působení v Rádiu Svobodná Evropa. Dva roky rovněž zastával post šéfredaktora Lidových novin. V listopadu 2023 se stal členem Rady České televize.

## Život
Jefim Fištejn (občanským příjmením Fistein) se narodil roku 1946 v židovské rodině v ukrajinském Kyjevě, tehdy součásti Sovětského svazu. V letech 1964 až 1969 vystudoval fakultu žurnalistiky na Lomonosovově univerzitě v Moskvě.
Od roku 1969 do roku 1980 žil v Praze, kde pracoval jako překladatel. Po podpisu Charty 77 byl pronásledován a v roce 1980 donucen emigrovat do Vídně. Od roku 1981 do roku 1996 působil jako politický komentátor rozhlasové stanice Rádio Svobodná Evropa, kde se specializoval především na středoevropskou a východoevropskou oblast (slovanské a pobaltské jazykové redakce). V posledních letech své činnosti v RSE sloužil jako zástupce programového ředitele.
V letech 1996 a 1997 byl šéfredaktorem Lidových novin. Následně se opět vrátil do redakce Rádia Svobodná Evropa/Rádia Evropa jako politický komentátor. Později v redakci opět sloužil i jako zástupce programového ředitele.
Od devadesátých let působí jako externí spolupracovník rozhlasové stanice Český rozhlas 2 – Praha. Pracoval rovněž jako poradce bývalé předsedkyně Senátu Libuše Benešové. Koncem června 2009, kdy působil mimo jiné jako komentátor komerčního zpravodajského kanálu Z1, se stal poradcem premiéra české vlády Jana Fischera.
Jedná se o autora četných politických článků, komentářů a kulturologických esejů v českém, ruském, německém a anglickém tisku, dále je autorem několika knih a scénářů k dokumentárním filmům. V roce 1995 získal cenu „Stříbrná křepelka“ Nadace Českého literárního fondu.
Dne 29. listopadu 2023 jej Senát PČR zvolil hned v prvním kole volby členem Rady České televize, získal 42 hlasů od 78 přítomných senátorů.
Má občanství Spojených států amerických.

## O Fištejnovi
V roce 1996 měl premiéru dokument režisérky Ireny Pavláskové s názvem „Jefim Fištejn – Šéfredaktor nejtradičnějších českých novin.“ který se věnoval Fištejnovu působení v RSE.

## Kontroverze
Britské listy v roce 2005 kritizovaly Fištejna za to, že obhajuje CIA. Fištejn zpochybňoval to, že CIA provozuje na území Evropy mobilní mučírny.

## Dílo (výběr)

### Texty
- Neurčitost hodnot jako zdroj krize veřejnoprávnosti. Text ze sborníku příspěvků ze semináře „Veřejná služba ve veřejnoprávních médiích,“ který se uskutečnil ve dnech 8.11.2002 a 9.11.2002 v Českém Krumlově.[10]
- Věčný Žid a věčný judofob. Komentář ke konferenci „Antisemitismus v posttotalitní Evropě,“ která proběhla v Praze roku 1992.[11]

### Scénáře
- Elixír života. Muzikál. 2005.[12]

### Překlady
- Bel’kovič - Vsevolod - Michajlovič: Přítel delfín. Z rus. orig. Naš drug - delfin přel. Jefim a Věra Fištejnovi. Doslov. Vratislav Mazák. Praha : Orbis, 1975.

### Stylistika a editorské práce
- Bílá, Lucie: Posílám to dál. Autobiografické vzpomínky. Literární zpracování Jefim Fištejn. Hovorčovice : Došel karamel, 2020. ISBN 978-80-907765-0-0.
- Bílá, Lucie: Jen krátká návštěva potěší. Autobiografické vzpomínky. Literární zpracování Jefim Fištejn. V Řitce : Daranus, 2007. ISBN 978-80-86983-13-4
- Bílá, Lucie: Teď už to vím : možné je všechno. Autobiografie. Literární spolupráce Jefim Fištejn. [Praha] : Knihcentrum, 1998. ISBN 80-86054-59-4.
- Bílá, Lucie: Teď už to vím : možné je všechno. Autobiografie. Literární spolupráce Jefim Fištejn. Druhé vydání. [Praha] : Knihcentrum, 1999. ISBN 80-86054-79-9.